# 斯皮特海德
斯皮特海德是位于英格兰漢普郡南部的一处泊地，属于索倫特海峽东部，位于港口城市朴茨茅斯西南。斯皮特海德也可以更广义地指代分隔怀特岛东北和漢普郡的水道。

## 概述
因其安全锚地和靠近朴茨茅斯海军设施的优势，使得斯皮特海德成为英国皇家海军舰队的主要集合点之一。1797年，斯皮特海德发生了水兵兵变。维多利亚时代，斯皮特海德附近建有多处岸上和海上堡垒以提供防御。
英国的海上阅兵通常在该锚地举行。

## 图片集

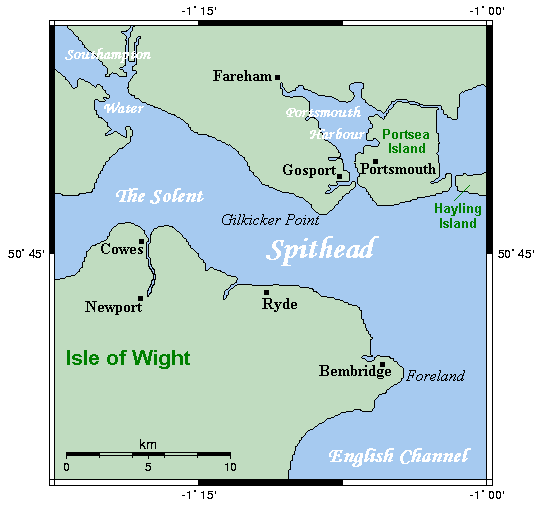
斯皮特海德（Spithead）位置，南边为怀特岛，东北为朴茨茅斯
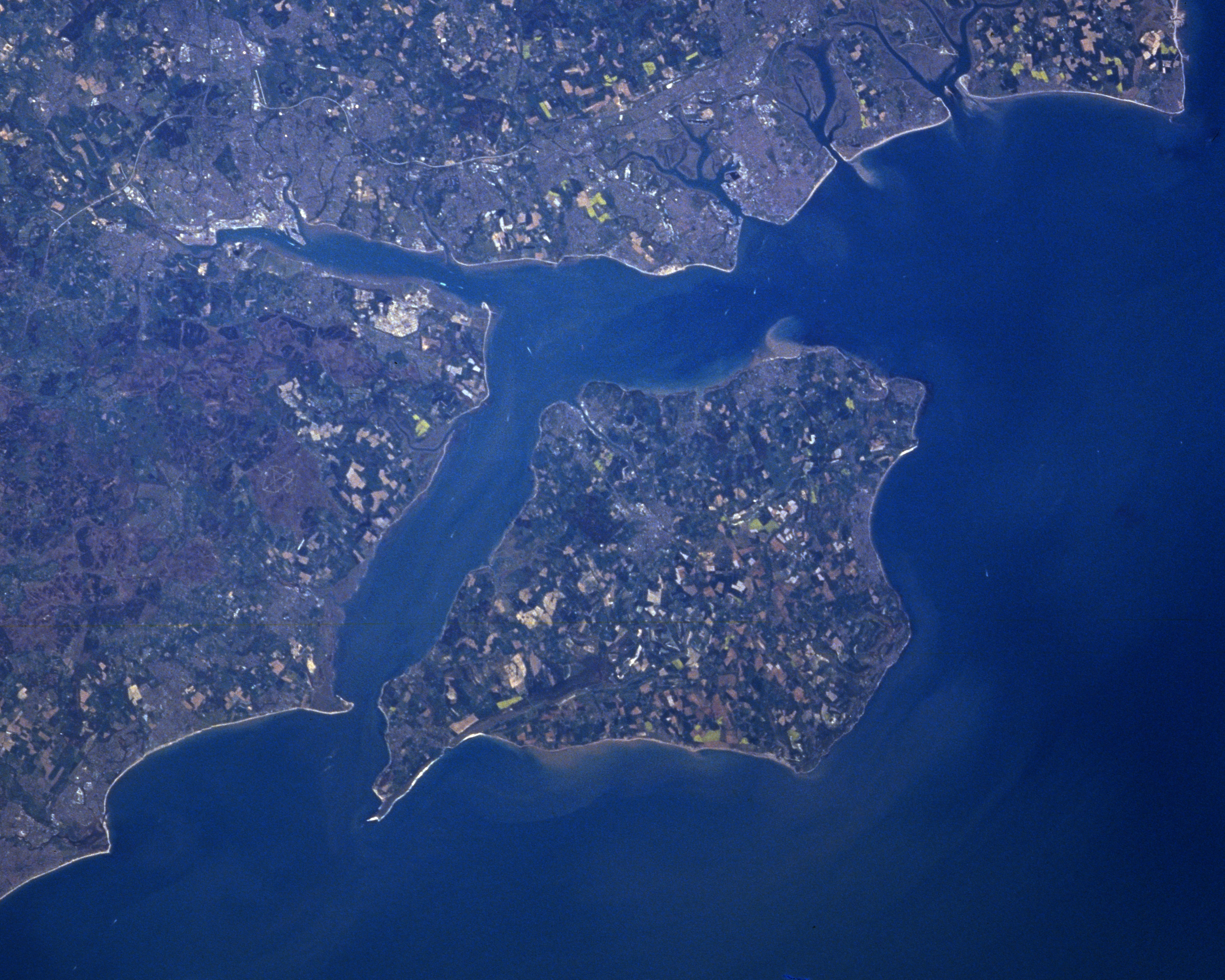
卫星照片
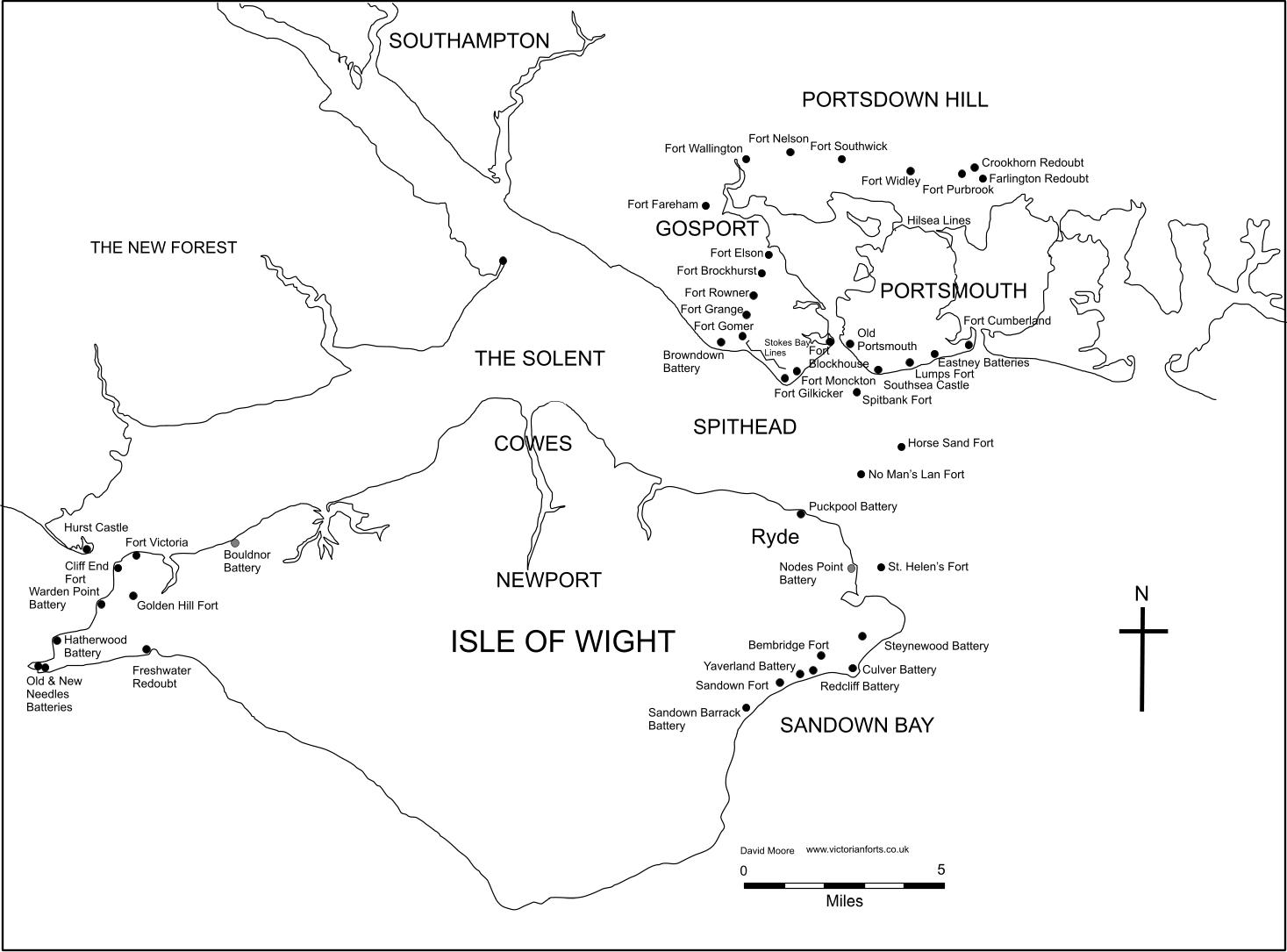
维多利亚时期的防御计划图
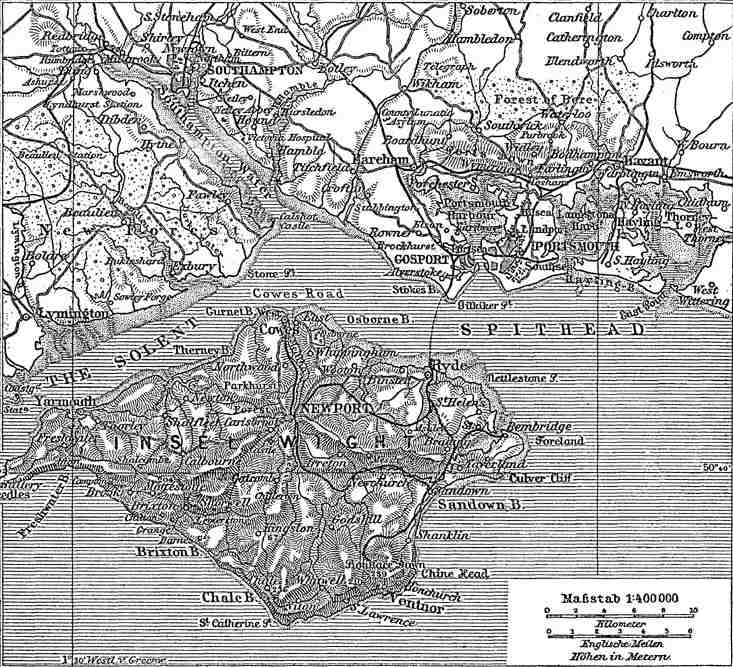
1888年地图